# Posto mio
Posto mio è un singolo del rapper italiano Thasup e della cantante italiana Mara Sattei, pubblicato il 13 dicembre 2024 come primo estratto dall'album in studio collaborativo Casa Gospel.

## Descrizione
Il brano, scritto dagli stessi due artisti, parla fondamentalmente di come, nei momenti difficili, abbiano trovato aiuto in Dio.

## Video musicale
Il video musicale, è stato pubblicato in concomitanza all'uscita del brano attraverso il canale YouTube del rapper e presenta delle immagini dei due artisti quando erano piccoli.

## Tracce
Testi di Davide Mattei e Sara Mattei, musiche di Davide Mattei, Alessandro Donadei e Nicola Lazzarin.
1. Posto mio – 3:20

## Classifiche
| Classifica (2024) | Posizione massima |
| ----------------- | ----------------- |
| Italia            | 33                |